# Hans-Martinsteinen
Hans-Martinsteinen är en kulle i Antarktis. Den ligger i Östantarktis. Norge gör anspråk på området. Toppen på Hans-Martinsteinen är 1 392 meter över havet.
Terrängen runt Hans-Martinsteinen är varierad. Trakten är obefolkad. Det finns inga samhällen i närheten. 